# Società Sportiva Calcio Napoli 1968-1969
Questa voce raccoglie le informazioni riguardanti la Società Sportiva Calcio Napoli nelle competizioni ufficiali della stagione 1968-1969.

## Stagione
Nella stagione 1968-1969 il Napoli disputa il campionato di Serie A, con 32 punti ottiene la settima posizione, nel torneo che laurea la Fiorentina Campione d'Italia, al secondo posto la coppia formata dal Cagliari e dal Milan con 41 punti, retrocedono in Serie B il Varese, il Pisa e l'Atalanta.
Dopo che il presidente Gioacchino Lauro trasferì una società in dissesto finanziario ad Antonio Corcione, che morì poco dopo, irruppe sulla scena l'ingegner Corrado Ferlaino, che liquidò gli altri soci prendendo il controllo del club e avviando la più longeva presidenza della storia partenopea. In campionato la squadra, affidata all'inizio a Carlo Parola, cui fu affiancato Giuseppe Chiappella, esonerato nel corso della stagione e poi richiamato, non brillò come nell'anno precedente. La partita al San Paolo contro la Juventus, vinta (2-1) con doppietta di Montefusco, verrà ricordata come l'ultima partita italiana e della carriera di Omar Sívori, che chiuse il match anzitempo per un'espulsione. Il Napoli chiuse al settimo posto con 32 punti.
In Coppa Italia la squadra partenopea ha vinto il girone di qualificazione con 4 punti, poi nei Quarti di finale perse entrambe le partite giocate contro il Foggia. In Coppa delle Fiere il Napoli ha superato nel primo turno gli svizzeri del Grasshoppers di Zurigo, nel secondo turno è stato eliminato dagli inglesi del Leeds su sorteggio, dopo aver perso (2-0) nell'andata ed aver vinto con lo stesso punteggio nel ritorno, dopo i tempi supplementari.

## Divise
| Casa | Alternativa | Trasferta | 1ª portiere | 2ª portiere |

## Organigramma societario
Area direttiva
- Presidente: Antonio Corcione, poi Corrado Ferlaino

Area tecnica
- Allenatore: Carlo Parola[1] e Giuseppe Chiappella[2], poi Egidio Di Costanzo, quindi Giuseppe Chiappella

## Rosa
| N. |                   | Ruolo | Calciatore        |
| -- | ----------------- | ----- | ----------------- |
|    | Italia (bandiera) | P     | Pacifico Cuman    |
|    | Italia (bandiera) | P     | Dino Zoff         |
|    | Italia (bandiera) | D     | Aristide Guarneri |
|    | Italia (bandiera) | D     | Romano Micelli    |
|    | Italia (bandiera) | D     | Stelio Nardin     |
|    | Italia (bandiera) | D     | Dino Panzanato    |
|    | Italia (bandiera) | D     | Luigi Pogliana    |
|    | Italia (bandiera) | D     | Amedeo Stenti     |
|    | Italia (bandiera) | D     | Mario Zurlini     |
|    | Italia (bandiera) | C     | Ottavio Bianchi   |

| N. |                      | Ruolo | Calciatore                 |
| -- | -------------------- | ----- | -------------------------- |
|    | Italia (bandiera)    | C     | Antonio Juliano (capitano) |
|    | Italia (bandiera)    | C     | Vincenzo Montefusco        |
|    | Italia (bandiera)    | C     | Claudio Sala               |
|    | Italia (bandiera)    | A     | Alessandro Abbondanza      |
|    | Italia (bandiera)    | A     | José Altafini              |
|    | Italia (bandiera)    | A     | Paolo Barison              |
|    | Brasile (bandiera)   | A     | Cané                       |
|    | Danimarca (bandiera) | A     | Harald Nielsen             |
|    | Italia (bandiera)    | A     | Egidio Salvi               |
|    | Italia (bandiera)    | A     | Omar Sívori                |

## Calciomercato
| Acquisti | Acquisti              | Acquisti | Acquisti   |
| R.       | Nome                  | da       | Modalità   |
| -------- | --------------------- | -------- | ---------- |
| D        | Aristide Guarneri     | Bologna  | definitivo |
| A        | Harald Nielsen        | Inter    | definitivo |
| C        | Claudio Sala          | Monza    | definitivo |
| A        | Egidio Salvi          | Brescia  | definitivo |
| A        | Alessandro Abbondanza | Monza    | prestito   |

| Cessioni | Cessioni        | Cessioni | Cessioni   |
| R.       | Nome            | a        | Modalità   |
| -------- | --------------- | -------- | ---------- |
| A        | Ivano Bosdaves  | Brescia  | definitivo |
| A        | Alberto Orlando | SPAL     | prestito   |

## Risultati

### Serie A

#### Girone di andata
| Arbitro: | Giunti (Arezzo) |

|                     |           |             |
| Petrelli 87’ (aut.) | Marcatori | 55’ Vanello |

| Arbitro: | Sbardella (Roma) |

|                |           |                      |
| Domenghini 29’ | Marcatori | 45’ (aut.) Facchetti |

| Arbitro: | Toselli (Cormons) |

|  |           |                                          |
|  | Marcatori | 12’ Francesconi 52’ Frustalupi 89’ Vieri |

| Napoli 27 ottobre 1968 4ª giornata | Napoli         | 0 – 0 | Roma | Stadio San Paolo\| Arbitro: \| Monti (Ancona) \| |
| Arbitro:                           | Monti (Ancona) |       |      |                                                  |

| Torino 3 novembre 1968 5ª giornata | Torino        | 0 – 0 | Napoli | Stadio Comunale\| Arbitro: \| Motta (Monza) \| |
| Arbitro:                           | Motta (Monza) |       |        |                                                |

| Arbitro: | Lattanzi (Roma) |

|                       |           |             |
| Mujesan 55’ Turra 63’ | Marcatori | 41’ Nielsen |

| Arbitro: | Gonella (Torino) |

|            |           |  |
| Sivori 13’ | Marcatori |  |

| Arbitro: | Torelli (Milano) |

|                          |           |  |
| Gallina 11’ Tumburus 60’ | Marcatori |  |

| Arbitro: | Pieroni (Roma) |

|                     |           |              |
| Montefusco 15’, 37’ | Marcatori | 13’ Anastasi |

| Arbitro: | Gonella (Torino) |

|                        |           |          |
| Amarildo 67’ Rizzo 71’ | Marcatori | 19’ Cané |

| Arbitro: | Monti (Ancona) |

|             |           |             |
| Juliano 27’ | Marcatori | 7’ Sogliano |

| Arbitro: | Angonese (Mestre) |

|                       |           |  |
| Altafini 14’ Cané 63’ | Marcatori |  |

| Cagliari 12 gennaio 1969 13ª giornata | Cagliari        | 0 – 0 | Napoli | Stadio Amsicora\| Arbitro: \| Genel (Trieste) \| |
| Arbitro:                              | Genel (Trieste) |       |        |                                                  |

| Napoli 19 gennaio 1969 14ª giornata | Napoli              | 0 – 0 | Milan | Stadio San Paolo\| Arbitro: \| Lo Bello (Siracusa) \| |
| Arbitro:                            | Lo Bello (Siracusa) |       |       |                                                       |

| Arbitro: | Sbardella (Roma) |

|           |           |  |
| Cosma 53’ | Marcatori |  |

#### Girone di ritorno
| Arbitro: | D'Agostini (Roma) |

|           |           |  |
| Maddè 27’ | Marcatori |  |

| Arbitro: | Gonella (Torino) |

|                                  |           |             |
| Cané 40’ Montefusco 43’ Cané 49’ | Marcatori | 62’ Bertini |

| Arbitro: | Francescon (Padova) |

|  |           |                          |
|  | Marcatori | 43’ Altafini 89’ Barison |

| Roma 23 febbraio 1969 19ª giornata | Roma                | 0 – 0 | Napoli | Stadio Olimpico\| Arbitro: \| Lo Bello (Siracusa) \| |
| Arbitro:                           | Lo Bello (Siracusa) |       |        |                                                      |

| Napoli 2 marzo 1969 20ª giornata | Napoli             | 0 – 0 | Torino | Stadio San Paolo\| Arbitro: \| Carminati (Milano) \| |
| Arbitro:                         | Carminati (Milano) |       |        |                                                      |

| Arbitro: | Motta (Milano) |

|             |           |             |
| Altafini 48 | Marcatori | 12’ Mujesan |

| Arbitro: | Sbardella (Roma) |

|               |           |                                             |
| Troja 30’ 50’ | Marcatori | 19’ Barison 60’ (rig.) Altafini 77’ Micelli |

| Arbitro: | Torelli (Milano) |

|              |           |  |
| Altafini 70’ | Marcatori |  |

| Arbitro: | Bernardis (Roma) |

|                     |           |  |
| Haller 3’ Bonci 54’ | Marcatori |  |

| Arbitro: | D'Agostini (Roma) |

|          |           |                             |
| Cané 69’ | Marcatori | 37’, 40’ Rizzo 54’ Maraschi |

| Arbitro: | Toselli (Cormons) |

|              |           |                      |
| Leonardi 71’ | Marcatori | 15’ Barison 74’ Sala |

| Bergamo 27 aprile 1969 27ª giornata | Atalanta        | 0 – 0 | Napoli | Stadio Comunale\| Arbitro: \| Acernese (Roma) \| |
| Arbitro:                            | Acernese (Roma) |       |        |                                                  |

| Arbitro: | Gonella (Torino) |

|                      |           |          |
| Nielsen 28’ Cané 32’ | Marcatori | 85’ Riva |

| Milano 11 maggio 1969 29ª giornata | Milan             | 0 – 0 | Napoli | Stadio San Siro\| Arbitro: \| Angonese (Mestre) \| |
| Arbitro:                           | Angonese (Mestre) |       |        |                                                    |

| Arbitro: | Carminati (Milano) |

|                              |           |                       |
| Sala 42’ Altafini 55’ (rig.) | Marcatori | 45’ (rig.) Mascalaito |

### Coppa Italia

#### Primo turno
| Arbitro: | Sbardella (Roma) |

|                                                        |           |                           |
| Nielsen 24’, 57’ Strucchi 50’ (aut.) Altafini 74’, 84’ | Marcatori | 33’ Cavazzoni 36’ Volpato |

| Arbitro: | Francescon (Padova) |

|  |           |           |
|  | Marcatori | 38’ Salvi |

| Arbitro: | Carminati (Milano) |

|  |           |           |
|  | Marcatori | 55’ Troja |

#### Quarti di finale
| Arbitro: | Bigi (Padova) |

|                          |           |                |
| Fumagalli 51’ Nocera 76’ | Marcatori | 48’ Abbondanza |

| Arbitro: | Mascali (Desenzano del Garda) |

|  |           |               |
|  | Marcatori | 58’, 89’ Nuti |

### Coppa delle Fiere
| Arbitro: | Lentini |

|                            |           |           |
| Altafini 6’ Salvi 12’, 33’ | Marcatori | 78’ Ruegg |

| Arbitro: | Lacoste |

|           |           |  |
| Grahn 58’ | Marcatori |  |

| Arbitro: | Schiller |

|                   |           |  |
| Charlton 23’, 25’ | Marcatori |  |

| Arbitro: | Glöckner |

|                             |           |  |
| Sala 14’ Juliano 83’ (rig.) | Marcatori |  |

## Statistiche

### Statistiche di squadra
| Competizione      | Punti | In casa | In casa | In casa | In casa | In casa | In casa | In trasferta | In trasferta | In trasferta | In trasferta | In trasferta | In trasferta | Totale | Totale | Totale | Totale | Totale | Totale | DR |
| Competizione      | Punti | G       | V       | N       | P       | Gf      | Gs      | G            | V            | N            | P            | Gf           | Gs           | G      | V      | N      | P      | Gf     | Gs     | DR |
| ----------------- | ----- | ------- | ------- | ------- | ------- | ------- | ------- | ------------ | ------------ | ------------ | ------------ | ------------ | ------------ | ------ | ------ | ------ | ------ | ------ | ------ | -- |
| Serie A           | 32    | 15      | 7       | 6       | 2       | 17      | 13      | 15           | 3            | 6            | 6            | 9            | 12           | 30     | 10     | 12     | 8      | 26     | 25     | +1 |
| Coppa Italia      | 4     | 3       | 1       | 0       | 2       | 5       | 5       | 2            | 1            | 0            | 1            | 2            | 2            | 5      | 2      | 0      | 3      | 7      | 7      | 0  |
| Coppa delle Fiere | 4     | 2       | 2       | 0       | 0       | 5       | 1       | 2            | 0            | 0            | 2            | 0            | 3            | 4      | 2      | 0      | 2      | 5      | 4      | +1 |
| Coppa delle Alpi  | 5     | 0       | 0       | 0       | 0       | 0       | 0       | 4            | 2            | 1            | 1            | 8            | 6            | 4      | 2      | 1      | 1      | 8      | 6      | +2 |
| Totale            | 45    | 20      | 10      | 6       | 4       | 27      | 19      | 23           | 6            | 7            | 10           | 19           | 23           | 43     | 16     | 13     | 14     | 46     | 42     | +4 |

### Statistiche dei giocatori
| Giocatore     | Serie A  | Serie A | Coppa Italia | Coppa Italia | Coppa delle Fiere | Coppa delle Fiere | Totale   | Totale |
| Giocatore     | Presenze | Reti    | Presenze     | Reti         | Presenze          | Reti              | Presenze | Reti   |
| ------------- | -------- | ------- | ------------ | ------------ | ----------------- | ----------------- | -------- | ------ |
| A. Abbondanza | 4        | 0       | 2            | 1            | -                 | -                 | 6        | 1      |
| J. Altafini   | 21       | 5       | 4            | 2            | 3                 | 1                 | 28       | 8      |
| P. Barison    | 21       | 2       | 5            | 0            | 2                 | 0                 | 28       | 2      |
| O. Bianchi    | 19       | 0       | 3            | 0            | 3                 | 0                 | 25       | 0      |
| Cané          | 25       | 6       | 2            | 0            | 1                 | 0                 | 28       | 6      |
| P. Cuman      | -        | -       | -            | -            | 1                 | -1                | 1        | -1     |
| N. Florio     | -        | -       | 1            | 0            | 2                 | 0                 | 3        | 0      |
| A. Guarneri   | 22       | 0       | 3            | 0            | 2                 | 0                 | 27       | 0      |
| A. Juliano    | 28       | 1       | -            | -            | 2                 | 1                 | 30       | 2      |
| R. Micelli    | 8        | 0       | 4            | 0            | 1                 | 0                 | 13       | 0      |
| V. Montefusco | 29       | 3       | 5            | 0            | 3                 | 0                 | 37       | 3      |
| S. Nardin     | 28       | 0       | 4            | 0            | 4                 | 0                 | 36       | 0      |
| H. Nielsen    | 10       | 2       | 4            | 2            | 3                 | 0                 | 17       | 4      |
| D. Panzanato  | 13       | 0       | 2            | 0            | 3                 | 0                 | 18       | 0      |
| L. Pogliana   | 13       | 0       | -            | -            | 1                 | 0                 | 14       | 0      |
| C. Sala       | 23       | 2       | 2            | 0            | 4                 | 1                 | 29       | 3      |
| E. Salvi      | 16       | 0       | 3            | 1            | 3                 | 2                 | 22       | 3      |
| O. Sivori     | 3        | 1       | -            | -            | 2                 | 0                 | 5        | 1      |
| A. Stenti     | 9        | 0       | 2            | 0            | 2                 | 0                 | 13       | 0      |
| D. Zoff       | 30       | -25     | 5            | -7           | 3                 | -3                | 38       | -35    |
| M. Zurlini    | 27       | 0       | 4            | 0            | 4                 | 0                 | 35       | 0      |